# Галілео (супутникова навігація)
Галілéо (англ. Galileo, кириліз.: Ґалілео) — супутникова система навігації Європейського Союзу та Європейського космічного агентства, розроблена як альтернатива американській системі GPS та російській ГЛОНАСС. Проєкт вартістю 10 мільярдів доларів названо на честь італійського астронома Галілео Галілея.
Система призначена для вирішення навігаційних завдань для будь-яких рухомих об'єктів із точністю менше одного метра. Крім країн європейського співтовариства, досягнуто домовленості про участь у проєкті й інших держав — Китай, Ізраїль, Південна Корея й Україна. Крім того, ведуться переговори з представниками Аргентини, Австралії, Бразилії, Чилі, Індії, Малайзії.
На відміну від американської GPS і російської ГЛОНАСС, система Galileo не контролюється військовими органами, хоча 2008 року парламент ЄС ухвалив резолюцію «Значення космосу для безпеки Європи», згідно з якою допускається використання супутникових сигналів для військових операцій, що проводяться в рамках європейської політики безпеки. Розробку системи здійснює Європейське космічне агентство. Загальні витрати оцінюються понад 10 млрд євро.
Система почала діяти в обмеженому режимі з 15 грудня 2016 року, коли космічна група налічувала 18 супутників. Повністю розгорнута система має складатися з 24 операційних та шести запасних супутників на трьох орбітах. Наземна інфраструктура включає два центри управління й глобальну мережу передавальних і приймальних станцій.

## Історія проєкту

Порівняння орбіт різних НС

Концепція європейської глобальної супутникової системи позиціонування Galileo була запропонована спільно Німеччиною, Великою Британією, Францією і Італією 1999 року. Система створювалася у відповідь на американську супутникову систему навігації GPS, яка на той час була єдиною такою діючою системою. Європейський Союз запустив власний проєкт такого роду, щоб не залежати від США як у військово-технічних, так і в цивільних справах. Іншою метою був розвиток наукомістких технологій та задоволення попиту на комерційні послуги навігації, що мало б позитивні наслідки для економіки європейських країн.

Мережа проєктувалася для цивільних потреб як GPS-сумісне рішення, що визначає координати точніше. Рішення про початок робіт над проєктом було ухвалене ЄС і Європейським космічним агентством (ESA) 26 травня 2003 року.

### Перший етап
Початкова вартість проєкту оцінювалася як 1,1 млрд євро, які передбачалося фінансувати коштами платників податків. Розподіл замовлень на виготовлення планувалося ухвалити до кінця 2004 року, розгорнути супутники на орбітах — до 2010 року, а 2012 року — повністю завершити розгортання системи.
Для успішної роботи системи потрібно було вивести на орбіту Землі 27 супутників. Проте ЄС мав намір запустити 32 супутники (з урахуванням резервних). При цьому наголошувалося, що передбачене до 2013 року фінансування мало забезпечити створення й запуск лише 22 супутників. Планувалося, що надалі фінансування програми має бути розширено принаймні до 3,5 млрд євро шляхом залучення приватних інвестицій.
Виготовлення першого тестового супутника (GSTB-V2/A — англ. Galileo System Test Bed Version, більш відомий під назвою GIOVE-A  — англ. Galileo In-Orbit Validation Element) було замовлено у британської компанії «Surrey Satellite Technology» в липні 2003 року. Замовлення на другий тестовий супутник (GSTB-V2/B або GIOVE-B ) 24 грудня 2004 року отримав концерн Galileo Industries, який утворили компанії «Alcatel Space Industries», «Alenia Spazio», «Astrium GmbH», «Astrium Ltd.» и «Galileo Sistemas y Servicios».
Компанії Surrey Satellite Technology  з Великої Британії та OHB System  з Німеччини виграли тендер на створення перших 14 супутників, які мали сформувати європейську навігаційну систему Galileo. Всього на фінансування цієї програми було виділено 566 млн €, при цьому Surrey Satellite Technology мала отримати 40 % від цієї суми. Відзначалося, що Surrey Satellite Technology (з персоналом близько 300 чоловік) мала розробити навігаційне обладнання для супутників Galileo, яке включає атомний годинник і систему передачі сигналів. У той же час OHB System мала створити платформу супутників[джерело?].

#### Дослідні запуски
Перший дослідний супутник системи Galileo був доставлений на Байконур 30 листопада 2005 року.
28 грудня 2005 року о 8:19 за допомогою ракети-носія «Союз-ФГ» космічний апарат GIOVE-A  був виведений на розрахункову орбіту. Маса апарата 700 кг, габаритні розміри: довжина — 1,2 м, діаметр — 1,1 м. Термін активного існування становив 2 роки.
Другий дослідний супутник системи Galileo GIOVE-B  був запущений 27 квітня 2008 року та почав передавати сигнали 7 травня 2008 року. Основне завдання «GIOVE-B» полягало в тестуванні передавальної апаратури, яка максимально наближена до майбутніх серійних супутників. GIOVE-B — перший супутник, у якому як годинник використовується водневий мазер .

### Аудит першого етапу
За початковим планом закінчення робіт із розгортання системи планувалося до 2013 року, проте Європейська палата аудиторів (англ. European Court of Auditors) у своїй доповіді 2009 року відзначила значні перевищення як термінів виконання, так і бюджету. Звіт охоплює період із 2003 по 2006 роки, коли проєктом керувало спільне підприємство Єврокомісії і Європейського космічного агентства — Galileo Joint Undertaking (GJU)[джерело?].
За висновками експертів, менеджмент проєкту був неадекватним на різних рівнях, зокрема, наголошувалося на неспроможності GJU забезпечити ділові контакти для залучення приватних інвесторів, здатних у співпраці з європейськими структурами інвестувати в створення інфраструктури Galileo. Переговори з приватним сектором за угодою про концесію припинилися на початку 2007 року.
Аудиторська перевірка виявила недоліки ще на стадії підготовки партнерської угоди. Як результат, залучення приватного сектора визнано нереалістичним. Роль GJU, що виконував функції контролю над технічними розробками, була серйозно ускладнена бюрократичними витратами й неадекватним бюджетом. Спочатку фінансування планувалося на рівні 3 млрд євро, але вже на 2009 остаточна сума оцінювалася в 14 млрд.[джерело?]
Також аудитори відзначили лише частковий успіх інтеграції Європейської геостаціонарної служби навігаційного покриття (англ. European Geostationary Navigation Overlay Service, EGNOS) в Galileo[джерело?]. EGNOS — це спільний проєкт США і Японії з використання наземної інфраструктури для відстежування навігаційних супутників, аналізу інформації про їх рух, визначення похибок координат, які передаються супутниками, та їх подальше коригування.

### Перегляд проєкту
Початковий план виконувався зі значними затримками, які були обумовлені організаційними труднощами, технічними проблемами і браком фінансування. 24 квітня 2008 року було ухвалено оновлений план. Частку державного фінансування було вирішено збільшити. Введення до ладу проєктної кількості супутників було перенесено з 2010 на 2013 рік. Бюджет на 2007—2013 роки передбачався у розмірі 3,4 млрд євро.

### Запуск операційних супутників
На початок 2010 року Європейська комісія уклала з провідними європейськими корпораціями перші три контракти загальною вартістю 1 млрд євро на створення європейської супутникової системи глобального позиціювання «Galileo». Найбільший контракт вартістю 566 млн євро на будівництво 14 супутників отримала німецька OHB System . Ще один контракт — на 397 млн євро — дістався французькій Arianespace. Вона мала здійснювати доставку супутників на орбіту за допомогою російських ракет-носіїв «Союз». Системну підтримку програми здійснюватиме італійська компанія Thales Alenia Space, з якою укладено контракт на суму 85 млн євро.
21 жовтня 2011 року було запущено перші два супутники, призначені для перевірки концепції Galileo, як у космічному просторі, так і на Землі. Ще два супутники було запущено 12 жовтня 2012 року. Наступні чотири пари супутників було запущено 22 серпня 2014 року, 27 березня 2015 року, 11 вересня 2015 року та 17 грудня 2015 року.
27 квітня 2024 року, о 20:34 (за східним часом), зі стартового комплексу LC-39А Космічного центру імені Кеннеді (США) було здійснено запуск ракети-носія Falcon 9, яка успішно вивела на орбіту пару навігаційних супутників Galileo GM25 і FM27.
Станом на кінець квітня 2024 року до угруповання Galileo входять 28 навігаційних апаратів. Як відомо, наприкінці 2023 року Європейське космічне агентство (ESA) підписало угоду зі SpaceX, в рамках якої на середню навколоземну орбіту планується доставити 4 супутники Galileo.

## Наземна інфраструктура
Для керування супутниками та координації дій системи на території Європи побудовано два наземних центри керування: один — в Оберпфаффенгофені (поблизу Мюнхена, в Німеччині), другий — у космічному центрі Фучіно (англ. Fucino Space Centre, Ортуккьо, Італія). Дані, що збираються датчиками глобальної мережі Galileo (ССД), спрямовуватимуться до центрів керування Galileo через резервовану мережу зв'язку. 

Адміністративна штаб-квартира (англ. GSA Headquarters) розташована в Празі (Чехія). 2010 року міністри ЄС проголосували за перенесення її з Брюсселя.

Два центри безпеки (англ. Galileo Security Monitoring Centres, GSMC) розташовані в Сен-Жермен-ан-Ле (Франція) та в Мадриді (Іспанія).
Сервісний центр системи (англ. GNSS Service Centre, GSC) забезпечує взаємодію з користувачами, розташований в Іспанському інституті аерокосмічних технологій (INTA), у місті Торрехон-де-Ардос, неподалік Мадрида.
Довідковий центр (англ. Galileo Reference Centre, GRC) надає незалежну оцінку якості роботи системи, базується в Нордвейку (Нідерланди).

## Основні послуги
Повністю розгорнута система Galileo має складатися з 24 діючих супутників та шести запасних, розташованих на трьох кругових середніх навколоземних орбітах (СНО) висотою 23 222 кілометри над поверхнею Землі, із нахилом 56° до екватора.
Як тільки це буде досягнуто, навігаційні сигнали Galileo забезпечать добре покриття навіть на широтах до 75° північної широти, що зокрема охоплює найпівнічнішу точку Європи — мис Нордкап у Норвегії — і навіть далі. Велика кількість супутників разом із ретельно оптимізованою конструкцією мережі, а також наявність трьох запасних супутників на орбіті, буде гарантувати, що втрата одного супутника не спричинить помітного впливу на роботу системи.
Початкові послуги стали доступні наприкінці 2016 року, нові послуги будуть випробувані і доступні після завершення розгортання системи, яке заплановано на 2020 рік.
За заявами розробників, Galileo значно перевершує систему GPS, засновану на технологіях 70-х років минулого століття. Для порівняння, точність позиціонування GPS становить 10 м, у той час як для Galileo цей показник — менше 1 м. Крім того, Galileo зможе надавати й деякі додаткові сервіси, які зараз недоступні в GPS.

## Додаткові функції
Як додаткову функцію, Galileo надає послуги глобального пошуку й рятування (англ. Search And Rescue, SAR), засновані на системі Коспас-Сарсат. Супутники здатні передавати сигнали біди від користувачів до регіональних рятувально-координаційних центрів.
Водночас система надсилатиме зворотний сигнал користувачам, повідомляючи, що аварійну ситуацію виявлено й допомога має надійти. Остання особливість вважається значним оновленням у порівнянні з наявною системою, яка не забезпечує зворотного зв'язку.